# Орловка (Кошкинский район)
Орловка — село в Кошкинском районе Самарской области, в составе сельского поселения Орловка.
Основано в 1867 году.
Население — 1587 (2010).

## История
Основана в 1867 году немецкими переселенцами-меннонитами из Причерноморья. Названо в честь А. Ф. Орлова. До 1917 года в составе Меннонитского колонистского округа, затем Александртальской волости Самарского уезда Самарской губернии.
В советский период в составе Кошкинского района Самарской (Куйбышевской) области. В 1926 году имелись начальная школа. В 1928 году организован совхоз имени Молотова.
28 августа 1941 года был издан Указ Президиума ВС СССР о переселении немцев, проживающих в районах Поволжья. Осенью 1941 года немецкое население было депортировано.
В 1958 году местный совхоз был преобразован в племсовхоз по разведению овец куйбышевской породы, а в 1979 году стал племзаводом. В 2007 году преобразован в ОАО "Племенной завод «Дружба».

## Физико-географическая характеристика
Село расположено в Заволжье, на высоте 157 м над уровнем моря. Рельеф местности равнинный. Село окружено полями, имеются сады, полезащитные лесополосы. Распространены чернозёмы выщелоченные.
По автомобильным дорогам расстояние до районного центра села Кошки составляет 13 км, до областного центра города Самара — 140 км.

## Население
| 1881  | 1889 | 1897 | 1910 | 1913 | 1926 | 1930 |
| ----- | ---- | ---- | ---- | ---- | ---- | ---- |
| 70    | ↘63  | ↗110 | ↘61  | ↗73  | ↗128 | ↘20  |
| 2010  |      |      |      |      |      |      |
| ↗1587 |      |      |      |      |      |      |